# Deutscher Werkbund

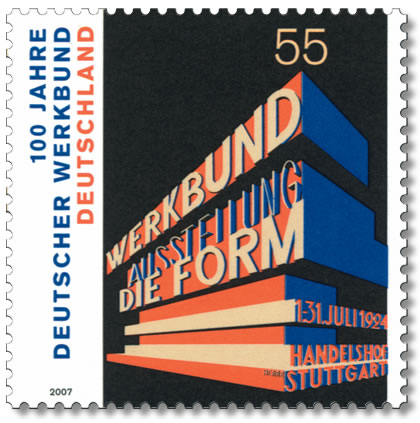
Francobollo commemorativo per il centenario dell'esposizione tenutasi a Stoccarda nel 1924

Il Deutscher Werkbund ("Lega tedesca artigiani") è stata un'associazione tedesca, fondata a Monaco di Baviera nel 1907, su iniziativa dell'architetto Muthesius, dell'imprenditore Karl Schmidt e del pastore protestante e politico liberale Friedrich Naumann. Lo scopo dell'associazione era quello di saldare la cesura tra industria e arti applicate avvenuta nel corso del recente straordinario sviluppo economico, proponendo una nuova cultura del lavoro industriale nella quale, per ogni progetto, dovevano essere analizzati i costi di produzione, la qualità artigianale, le modalità ed i tempi di produzione, cercando di coniugarli con le politiche aziendali.
Negli intenti della Werkbund c'era anche quello di mettere la Germania al passo con lo sviluppo industriale di Inghilterra e Stati Uniti. Il suo motto "Vom Sofakissen zum Städtebau" (dai cuscini per il sofà alla costruzione della città) ne svelava gli obiettivi. L'associazione, a differenza dell'Arts and Crafts, non punta esclusivamente alla produzione artigianale ed approva i metodi di lavoro in serie.
La Werkbund rappresentò una tappa importante nello sviluppo dell'architettura moderna e del disegno industriale, in particolare nella successiva fondazione del Bauhaus. Il movimento è rimasto in vita fino al 1934 quando fu soppresso dal regime nazista e fu fatto rinascere nel 1950 e rimase in attività fino agli anni sessanta, perdendo, però, il peso e l'importanza che aveva avuto negli anni precedenti.
Nel 2019 i Complessi residenziali del Werkbund hanno ottenuto il Marchio del patrimonio europeo.

## Premessa

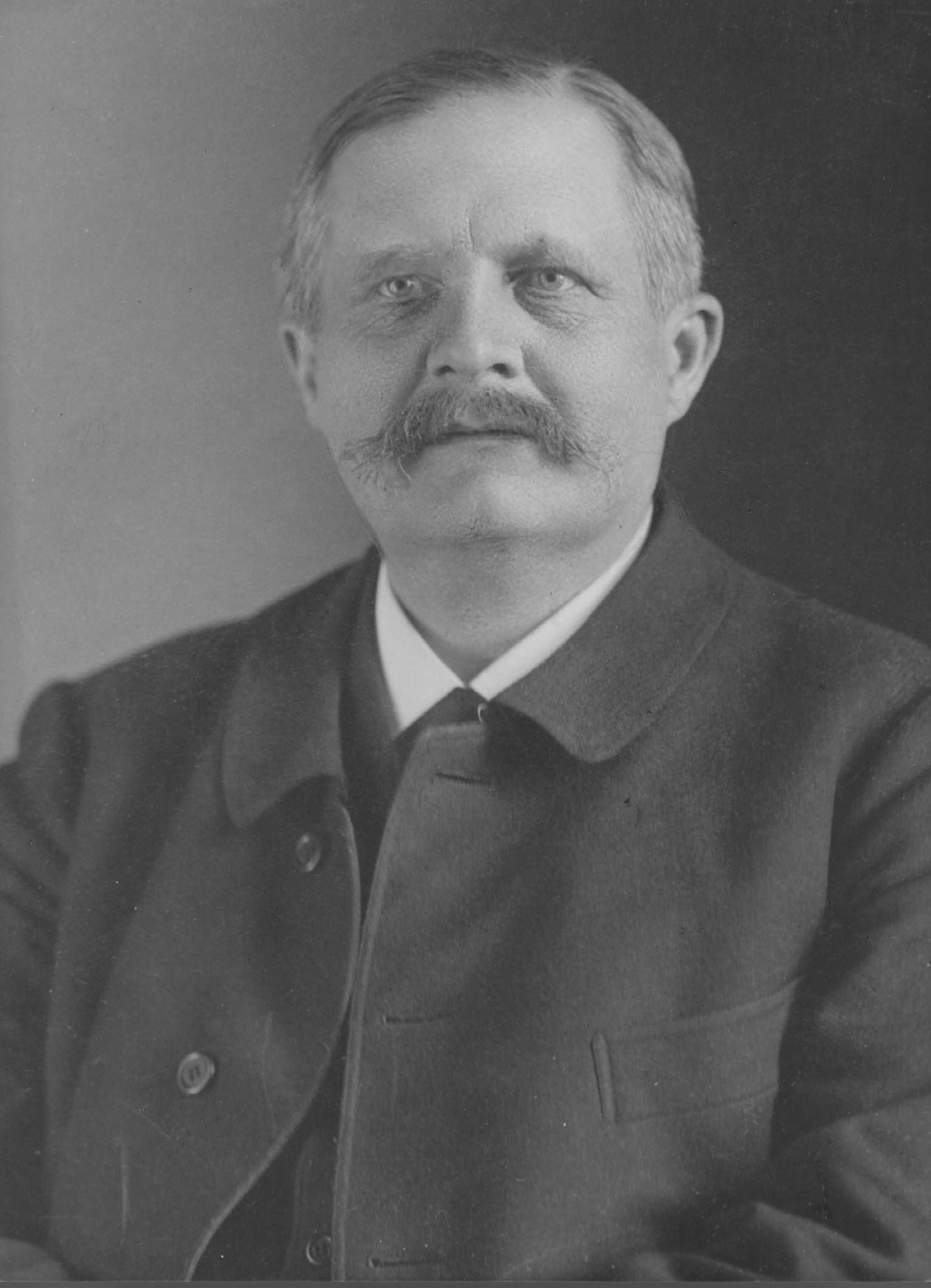
Friedrich Naumann

Nel 1852 l'architetto rivoluzionario Gottfried Semper aveva pubblicato un suo saggio Wissenschaft, Industrie und Kunst (Scienza, industria e arte) nel quale analizzava l'impatto dell'industrializzazione e dei consumi di massa e l'influenza dei nuovi metodi e materiali sulla progettazione. Ben presto le sue idee divennero parte integrante della cultura teorica tedesca del XIX secolo, soprattutto dopo la pubblicazione del suo saggio più importante Der Stil in den technischen und tektonischen Künsten oder praktische Aesthetik (Lo stile nelle arti industriali e strutturali o l'estetica pratica) (1860-63).
Dopo l'unificazione della Germania l'industria tedesca si era sviluppata notevolmente, nel 1883 Emil Rathenau aveva fondato a Berlino la AEG che in pochi anni era divenuta un'azienda industriale con una vasta gamma di prodotti che venivano commercializzati in tutto il mondo.
Dopo le dimissioni di Bismarck nel 1890 nel clima culturale tedesco vi fu un'importante svolta. Numerosi critici sostenevano la necessità di una progettazione di qualità nella produzione artigianale e industriale in modo da poter competere nei mercati con prodotti di altissima qualità. Friedrich Naumann fu uno dei sostenitori di questa teoria che sviluppò nel suo saggio del 1904 Die Kunst im Machinenzeitalter (L'arte nell'epoca della macchina). 
La risposta politica a queste esigenze iniziò a concretizzarsi nel 1896 quando l'architetto Hermann Muthesius fu inviato a Londra, come addetto diplomatico, con il compito di studiare l'architettura ed il design dell'Inghilterra. Muthesius pertanto ebbe modo di conoscere l'architettura e la produzione industriale inglesi e la cultura dell'Arts and Crafts.
Rientrò in Germania nel 1904 dove fu incaricato dal Ministero prussiano del Commercio di riformare il programma nazionale della Kunstgewerbeschule (Scuola di arti e mestieri) e quindi dell'insegnamento nel campo delle arti applicate. Già nel 1898 l'industriale Karl Schmidt aveva fondato la Werstatten fur Handwerkskunst (Laboratorio statale di artigianato) di Hellerau a Dresda.
Un impulso notevole alla riforma fu dato con la nomina di Peter Behrens a direttore della Kunstgeweberschule di Düsseldorf.

## La nascita dell'associazione

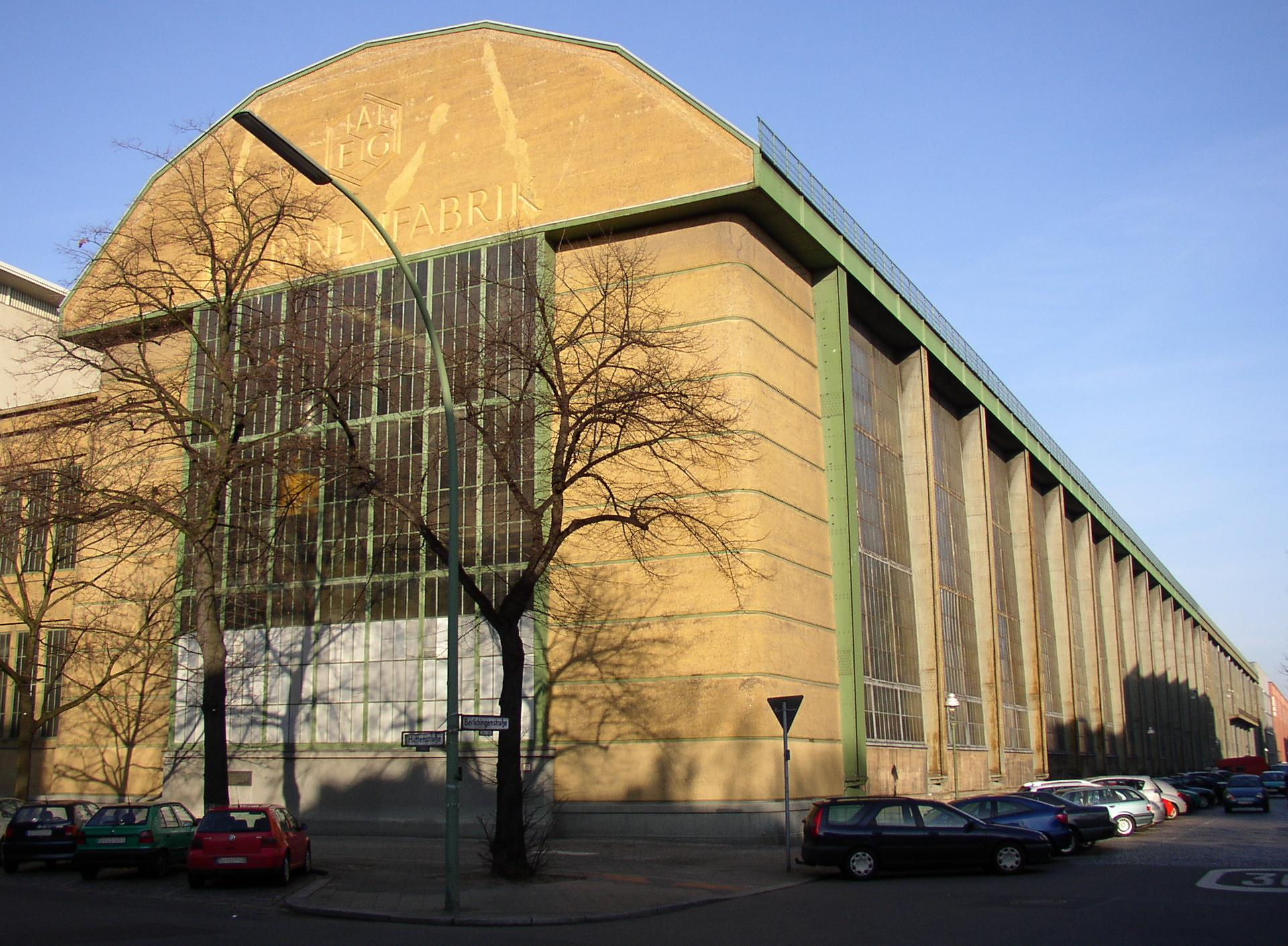
Fabbrica di turbine AEG di Peter Behrens, 1908-09

Nel 1906 in occasione dell'esposizione tedesca delle arti e mestieri di Dresda Muthesius, che era il commissario, si alleò con Naumann e Schmidt contro il gruppo conservatore dell'Unione per le arti applicate tedesche, nel 1907 i tre fondarono il Deutscher Werkbund.
Il movimento all'inizio comprendeva dodici architetti e dodici industrie. Fra gli architetti c'erano Peter Behrens, Theodor Fischer, che ne fu il primo presidente, Josef Hoffmann, Joseph Maria Olbrich, Bruno Paul, Wilhelm Kreis, Max Langer, Richard Riemerschmid, Adalbert Niemeyer. 
Fra le ditte: Eugen Diederichs, Silberwarenfabrik Peter Bruckmann & Söhne, Vereinigte Werkstätten für Kunst im Handwerk di Monaco di Baviera, ecc.

## L'esposizione di Colonia del 1914

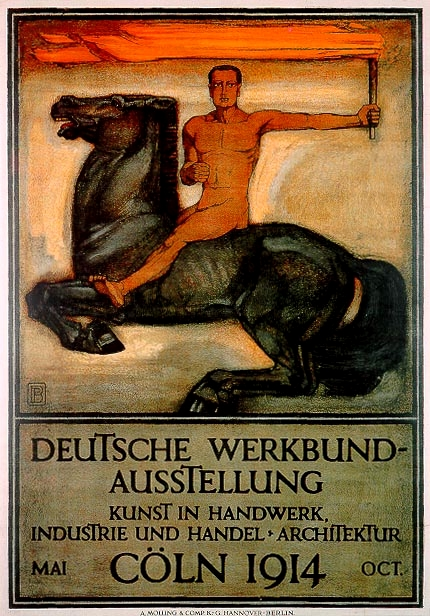
Manifesto disegnato da Peter Behrens in occasione dell'esposizione del 1914

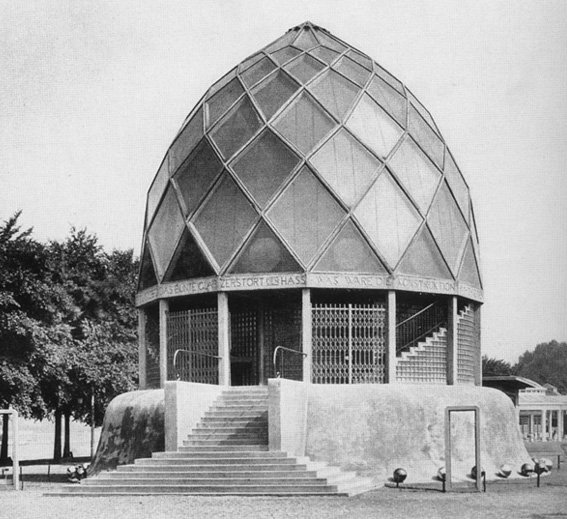
Il Glaspavillon (Padiglione di vetro) di Bruno Taut, 1914

Nel 1914 a Colonia ebbe luogo l'Esposizione universale ed in quell'occasione il Deutscher Werkbund ebbe modo di progettare e realizzare diverse opere importanti. 
A Walter Gropius e Adolf Meyer fu affidata la progettazione del padiglione destinato ad ospitare le opere della Werkbund; a Henry van de Velde il teatro che, considerato la sua opera migliore, verrà tuttavia distrutto appena un anno dopo a causa degli eventi bellici della prima guerra mondiale. 
Bruno Taut realizzò il Glaspavilion (padiglione in vetro oggi distrutto) e Walter Gropius un modello di industria dove venivano ribaditi i principi seguiti nelle Officine Fagus.
Nell'occasione dell'esposizione si manifestò la frattura ideologica che persisteva all'interno del Werkbund; da un lato l'accettazione collettiva della Typisierung (tipo) dall'altro la Kunstwollen (volontà di forma) che era l'espressione individuale. Da un lato Behrens e Muthesius con la standardizzazione dall'altro van de Velde e Taut con l'individualismo della kunstwollen.

## L'esposizione di Stoccarda del 1927
Per l'Esposizione di Stoccarda del 1927 la Werkbund affidò la progettazione del quartiere residenziale di Weissenhof sia a propri membri che ad architetti "esterni" di fama internazionale come Le Corbusier, Ludwig Mies van der Rohe, Lilly Reich, Ludwig Hilberseimer, J.J.P. Oud, Hans Poelzig, Hans Scharoun. L'evento segnerà una tappa importante per il nascente Movimento Moderno in quanto i principi che ispirarono il progetto (nonostante la presenza di personalità così diverse) fu la necessità di ricercare una coerenza fra estetica e funzionalità nell'architettura moderna piuttosto che la ricerca di uno stile unitario.
L'esperienza condotta in Germania acquistò valore internazionale: nel 1910 fu fondata la Werkbund austriaca (Österreichischer Werkbund), nel 1913 la Werkbund elvetica (Schweizerischer Werkbund) e nel 1915 quella inglese, associazioni che si ispirarono al modello tedesco.

## Pubblicazioni
La Deutscher Werkbund ha anche prodotto varie pubblicazioni fra le quali si annotano il Jahrbuch des D.W. (1912-1915; 1920) e i giornali Die Form (1922; 1925-1934) e Werk und Zeit (dal 1952).

## Date importanti

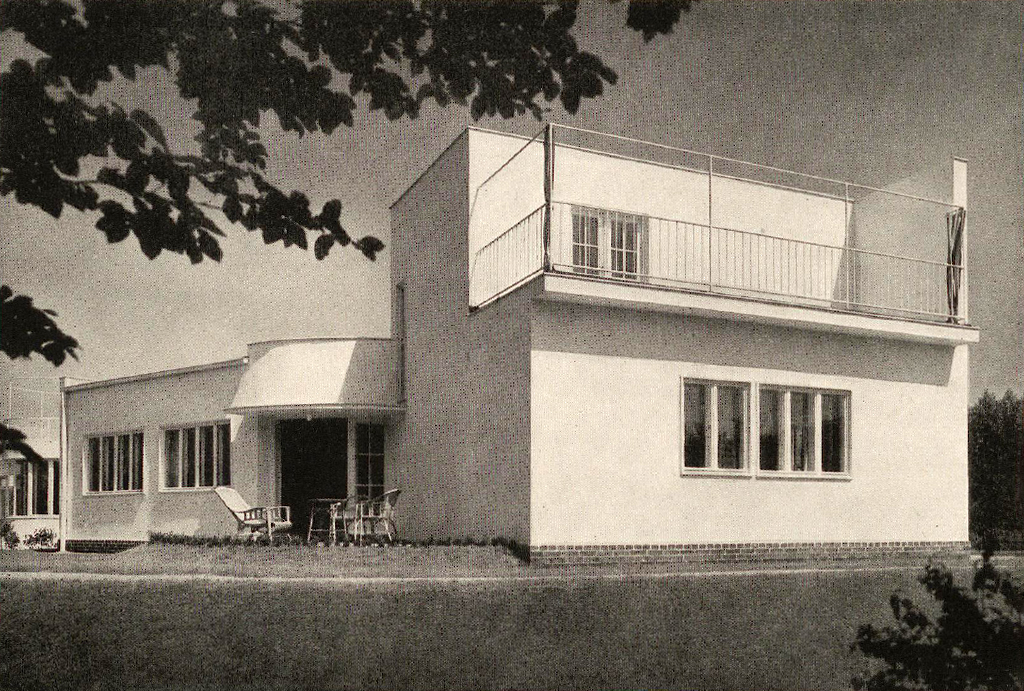
Esposizione di Breslavia

- 1907 Fondazione della Werkbund a Monaco
- 1914 Esposizione di Colonia
- 1920 Lilly Reich divenne la direttrice dell'associazione
- 1924 Esposizione di Berlino
- 1927 Esposizione di Stoccarda (che include il Weißenhofsiedlung)
- 1929 Esposizione di Breslavia
- 1934 Chiusura da parte del regime nazista
- 1949 Riapertura